# Протесты на Украине (2025)
Акции протеста на Украине начались 22 июля 2025 года, после подписания законопроекта № 12414, фактически ликвидирующего независимость Национального антикоррупционного бюро Украины и Специализированной антикоррупционной прокуратуры — основных антикоррупционных институтов власти, созданных ещё в 2015 году — и переводящего их в ведомость Генеральной прокуратуре. Являются крупнейшими актами гражданского неповиновения на Украине после начала российского полномасштабного вторжения в 2022 году.
Протесты вызваны принятием Верховной радой Украины законопроекта, а позже и подписанием президентом Украины Владимиром Зеленским закона о фактическом ограничении автономии НАБУ и САП. Протесты против лишения независимого статуса НАБУ и САП стали первыми масштабными протестами, которые направлены против президента Зеленского со времён начала полномасштабного вторжения России. По состоянию на 30 июля 2025 года, не зафиксировано массовых акций протеста.

## Законопроект
Законопроект 12414 был принят Верховной радой Украины в первом чтении как законопроект, упрощавший поиск пропавших без вести в условиях военного положения. 22 июля 2025 года в 8:40 часть членов комитета Верховной рады по вопросам правоохранительной деятельности начала внезапное внеплановое заседание, в ходе которого в законопроект были внесены изменения о лишении НАБУ и САП независимого статуса, подчиняя их Офису генпрокурора, который получает доступ к делам НАБУ, имеет право давать обязательное письменные указания детективам НАБУ, вправе закрыть расследование по требованию стороны защиты, вправе самостоятельно решать споры о подследственности, а также истребовать материалы любых дел и перепоручать их. Глава комитета Сергей Ионушас не присутствовал на заседании, так как в это время был в командировке. Также пропустили заседание его первый заместитель Андрей Осадчук и руководитель профильного подкомитета по вопросам уголовного законодательства и противодействия преступности Александр Бакумов. Исполняющим обязанности главы комитета на заседании был назначен депутат от президентской партии Максим Павлюк, ранее задекларировавший 1,9 миллиона гривен как результат 6 выигрышей в лотереи.
Законопроект был одобрен Верховной радой Украины во втором чтении в тот же день с нарушением собственного регламента 263 голосами «за». 13 депутатов проголосовали «против», 13 воздержались. Позже законопроект был подписан президентом Зеленским.
Критики законопроекта считают, что ликвидация независимого статуса НАБУ и САП позволит правительству вмешиваться в коррупционные дела, а также консолидирует власть Зеленского над этим. Законопроект также противоречит более чем десятилетним мерам в поддержку демократии и борьбе с коррупцией, в частности, после победы Евромайдана.

## История
22 июля 2025 года президент Украины Владимир Зеленский подписал закон о сокращении полномочий Национального антикоррупционного бюро Украины и Специальной антикоррупционной прокуратуры, ранее принятый украинским парламентом.
Протестующие вышли в Киеве, Львове, Днепре, Одессе, Харькове и в других городах Украины с требованиями наложить вето на принятый Верховной радой Украины законопроект № 12414 и отменить закон № 4555, который подписал Зеленский. Демонстрации проходили несмотря на ограничения, в том числе на комендантский час.
24 июля 2025 года 48 депутатов Верховной рады Украины из разных фракций зарегистрировали законопроект, который должен вернуть независимость НАБУ И САП.
31 июля 2025 был принят закон № 13533, возвращающий независимость этим структурам.

## Реакция

### Украина
Президент Украины Владимир Зеленский раскритиковал эффективность антикоррупционной системы, заявив, что иногда коррупционные дела замораживаются. По мнению Зеленского в НАБУ и САП имеет место российское влияние, от которого они должны «очиститься».
В НАБУ заявили, что изменения закона приведут к «уничтожению независимости НАБУ и САП и фактически подчинят их деятельность генеральному прокурору».

### Мировая общественность
Официальный представитель Европейской комиссии Гийом Мерсье заявил, что Европейский союз обеспокоен недавними действиями Украины в отношении своих антикоррупционных институтов. Европейский комиссар по вопросам расширения ЕС Марта Кос раскритиковала принятие законопроекта, отметив, что НАБУ и САП необходимы для интеграции Украины в ЕС.